# داوید کروس
داوید کروس (به آلمانی: David Kroß) (زادهٔ ۴ ژوئیه ۱۹۹۰) بازیگر آلمانی است.

## زندگی و حرفه
کروس در بارگتهاید در شمال هامبورگ زاده شد. او نخستین بار در سال ۲۰۰۲ در فیلم کمک، من یک پسرم! بازی کرد. او در فیلم‌های به‌قدر کافی محکم (۲۰۰۶) و کرابات (۲۰۰۸) نقش اول را بر عهده داشت. کروس اخیراً در فیلم کتاب‌خوان بازیگر یکی از نقش‌های اصلی بود. او نقش میشائیل برگ، پسر ۱۵ ساله‌ای را بازی کرد که در دوران پس از جنگ جهانی دوم با زنی ۳۶ ساله به نام هانا اشمیتز رابطه عاشقانه برقرار می‌کند. او نقش میشائیل در سن ۲۲ سالگی را نیز ایفا کرد. کروس در این فیلم در حالی با بازیگران سرشناسی همچون کیت وینسلت همبازی شده بود که نسبت به اغلب آنها کم‌تجربه‌تر و دارای دانش محدود زبان انگلیسی بود.

## فیلم‌شناسی
- طاووس (۲۰۲۳)
- پیمایش دنیا (۲۰۱۲)
- درون سپیدی (۲۰۱۲)
- اسب کارزار (۲۰۱۱)
- ریو (صداپیشه، ۲۰۱۱)
- ماه (۲۰۱۱)
- همان همان اما متفاوت (۲۰۰۹)
- کتاب‌خوان (۲۰۰۸)
- کرابات (۲۰۰۸)
- می‌سی‌سی‌پی دست‌زدن ممنوع (۲۰۰۷)
- به‌قدر کافی محکم (۲۰۰۶)
- آدام و اوا (۲۰۰۳)
- کمک، من یک پسرم! (۲۰۰۲)

## جایزه‌ها و نامزدی‌ها
- برنده جایزهٔ «سی‌یرا» از انجمن منقدان فیلم لاس‌وگاس (۲۰۰۸) برای «جوانان در فیلم» - کتاب‌خوان
- نامزد جایزهٔ CFCA از انجمن منقدان فیلم شیکاگو (۲۰۰۸) - برای «آینده‌دارترین بازیگر» - کتاب‌خوان
- نامزد جایزهٔ «گزیده منقدان» از انجمن منقدان فیلم رسانه‌ای (۲۰۰۹) - برای «بهترین بازیگر جوان زیر ۲۱» - کتاب‌خوان
- تقدیر در بخش استعدادهای جوان جشنواره فیلم برلین (۲۰۰۸) با انتخاب مؤسسه توسعه فیلم اروپا[۴]